# Dalila (film 1956)
Dalila (in arabo  دليلة‎?) è un film del 1956 diretto da Mohammed Karim.
Fu il primo film egiziano girato in Cinemascope e la prima pellicola a colori prodotta in Egitto.

## Trama
Mahmoud e Dalila sono due poveri giovani che si amano ed amano la musica. Entrambi, infatti, cantano e vorrebbero diventare famosi e ricchi. Dopo diverse peripezie, l'incontro con la signora Fekriya Hamin, colta e scopritrice di talenti, permetterà ai fidanzatini di realizzare il loro sogno.

## Distribuzione
Il film fu distribuito in Egitto il 20 ottobre 1956.